# Carl Osburn
Carl „Cy” Townsend Osburn (ur. 5 maja 1884 w Jacksontown, zm. 28 grudnia 1966 w St. Helena) – amerykański strzelec, multimedalista olimpijski i multimedalista mistrzostw świata. Do 1972 roku był posiadaczem największej liczby medali olimpijskich wśród amerykańskich sportowców. Poza sportem był marynarzem w US Navy.

## Biografia
Osburn wstąpił do United States Naval Academy w 1903 roku, kończąc tę uczelnię w 1906 roku. Jako początkujący wziął udział w rejsie zwanym Wielką Białą Flotą (na pancerniku USS Rhode Island (BB-17)). W roczniku tej uczelni z roku 1907 zapisano, że Osburn był spokojnym, refleksyjnym i dobrym słuchaczem, ponadto opisywano go jako małomównego.
Za czasów prezydentury Woodrowa Wilsona, pełnił obowiązki na prezydenckim jachcie USS Mayflower (PY-1). W tym czasie za zasługi wojskowe otrzymał belgijski Order Korony. Ponadto służył m.in. na USS Schenck (DD-159), USS Henderson (AP-1) i USS Dallas (DD-199). W 1939 roku przeszedł na emeryturę w randze kapitana, jednakże w 1941 roku przywrócony do służby jako wyższy urzędnik do spraw planowania wojny (12. dystrykt marynarski w San Francisco). Był nim do 1945 roku.
Jego żoną była Mary Osburn.

## Wyniki sportowe
Osburn trzykrotnie wystąpił na igrzyskach olimpijskich (IO 1912, IO 1920, IO 1924), startując w 16 konkurencjach. Podczas swych pierwszych igrzysk, Amerykanin zdobył cztery medale. Jedyne złoto wywalczył w drużynowym strzelaniu z karabinu wojskowego, ponadto osiągnął dwukrotnie drugie miejsca (karabin wojskowy w trzech pozycjach z 300 m, oraz karabin wojskowy w dowolnej pozycji z 600 m) i jednokrotnie trzecie miejsce (karabin małokalibrowy leżąc, 50 m, drużynowo).
Najbardziej udanymi igrzyskami w wykonaniu Osburna były zawody w Antwerpii w 1920. Zwyciężył tam czterokrotnie, ponadto raz był drugi i raz był trzeci. Trzy złote medale zdobył z drużyną (karabin dowolny w trzech pozycjach z 300 m, karabin wojskowy leżąc z 300 m, oraz karabin wojskowy leżąc z 300 i 600 m), indywidualnie złoto zdobył w karabinie wojskowym stojąc z 300 m. W drużynie sięgał jeszcze po srebro (karabin wojskowy stojąc z 300 m drużynowo) i brąz (runda pojedyncza do sylwetki jelenia drużynowo).
Ostatni medal olimpijski osiągnął na igrzyskach w Paryżu (1924), gdzie był drugi w karabinie dowolnym leżąc z 600 m. Jest rekordzistą pod względem zdobytych medali olimpijskich wśród strzelców sportowych (11). Tylko Michael Phelps i Ryan Lochte wyprzedzają go w klasyfikacji zdobytych medali olimpijskich (wśród amerykańskich mężczyzn).
Osburn jest dziewięciokrotnym medalistą mistrzostw świata. Zdobywał je na czterech czempionatach::
- 1921 – 1. miejsce (karabin dowolny, trzy pozycje, 300 m, drużynowo), 2. miejsce (karabin dowolny, trzy pozycje, 300 m), 3. miejsce	(karabin wojskowy klęcząc z 300 m, oraz karabin dowolny klęcząc z 300 m)
- 1922 – 1. miejsce (karabin dowolny, trzy pozycje, 300 m, drużynowo), 2. miejsce (karabin dowolny stojąc, 300 m)
- 1923 – 1. miejsce (Karabin dowolny, trzy pozycje, 300 m, drużynowo)
- 1924 – 1. miejsce (karabin dowolny, trzy pozycje, 300 m, drużynowo), 3. miejsce (karabin wojskowy, trzy pozycje, 300 m).

Zdobywał wiele tytułów na krajowych zawodach. W 1994 roku pośmiertnie przyjęto go do USA Shooting Hall of Fame, gdzie znalazł się wśród dziewięciu najlepszych amerykańskich strzelców wszech czasów.